# المبعوجه
المبعوجه (به عربی: المبعوجة) یک روستا در سوریه است که در ناحیه صبوره واقع شده‌است. المبعوجه ۲٬۹۲۹ نفر جمعیت دارد.